# Syrrhopodon pulcher
Syrrhopodon pulcher là một loài rêu trong họ Calymperaceae. Loài này được W.D. Reese, H. Akiyama & C.C. Towns. mô tả khoa học đầu tiên năm 1991.